# Lowndesville
Lowndesville es un pueblo ubicado en el condado de Abbeville en el estado estadounidense de Carolina del Sur. La localidad en el año 2000 tiene una población de 166 habitantes en una superficie de 2 km², con una densidad poblacional de 163,3 personas por km². 

## Geografía
Lowndesville se encuentra ubicado en las coordenadas 34°12′37″N 82°38′58″O / 34.21028, -82.64944. Según la Oficina del Censo, el pueblo tiene un área total de 2 km² (0,8 mi²), de la cual 2 km² (0,8 mi²) es tierra.

### Localidades adyacentes
El siguiente diagrama muestra a las localidades en un radio de 20 kilómetros (12,4 mi) de Lowndesville.

## Demografía
En el 2000 la renta per cápita promedia del hogar era de 22.778 dólares, y el ingreso promedio para una familia era de 24.444 dólares. El ingreso per cápita para la localidad era de $11.048. En 2000 los hombres tenían un ingreso per cápita de 22.500 dólares contra $16.250 para las mujeres. Alrededor del 28,0% de la población estaba bajo el umbral de pobreza nacional. 